# Vlag van Hamilton

Vlag van Hamilton (ratio 1:2)

De vlag van Hamilton (Ontario) is ontworpen door bisschop Ralph Spence en op 15 juli 2003 aan de stad toegekend.
De vlag is speciaal ontworpen als aanvulling op de Canadese vlag. De kleuren zijn geel en koningsblauw. In het midden staat een goudgele ganzerik die, als insigne van Huis Hamilton, de naam van de stad vertegenwoordigt. De ketting aan de buitenkant symboliseert zowel eenheid als de staalindustrie van de gemeenschap. De zes schakels in de ketting staan voor de zes gemeenschappen van de stad: Hamilton, Ancaster, Dundas, Flamborough, Glanbrook en Stoney Creek.